# Jan Brzechwa
Jan Brzechwa, vlastním jménem Jan Wiktor Lesman (15. srpna 1898 Žmerynka – 2. července 1966 Varšava) byl polský spisovatel. Je známý především jako autor dětských knih, z nichž Akademie pana Kaňky (Akademia pana Kleksa) byla přeložena do mnoha jazyků včetně češtiny. Spolupracoval s ilustrátorem Janem Marcinem Szancerem.
Pocházel z židovské rodiny z Podolí, jeho otec byl železniční inženýr. Jeho bratrancem byl básník Bolesław Leśmian. Vystudoval právnickou fakultu Varšavské univerzity se zaměřením na autorské právo a v meziválečném období pracoval v organizaci ZAiKS, zajišťující honoráře pro polské spisovatele.
Literatuře se věnoval od roku 1920, dal si pseudonym Brzechwa, což znamená okřídlenou část šípu. Vystupoval také pod jménem Szer-Szeń. Psal písňové texty a satirické scénky pro kabarety, překládal do polštiny ruskou poezii. Patřil do okruhu literární skupiny Skamander, pro jeho tvorbu jsou typické četné paradoxy a slovní hříčky.
Akademii pana Kaňky v roce 1983 zfilmoval Krzysztof Gradowski.